# Miguel Davis
Miguel Davis García (San José (Costa Rica), 18 de junho de 1966) é um ex-futebolista profissional e treinador costarriquenho, que atuava como defensor.

## Carreira
Miguel Davis fez parte do elenco da Seleção Costarriquenha de Futebol da Copa do Mundo de 1990. 